# Даттон, Уильям
Уильям Даттон (англ. William Dutton; род. 28 ноября 1989 года, Реджайна) — канадский конькобежец. Специализируется на дистанции 500 и 1000 метров.
Принимал участие на зимних Олимпийских играх 2014 года в Сочи заняв 14-е место на дистанции 500 метров и 26-е на дистанции 1000 метров.
На Чемпионате мира по конькобежному спорту в спринтерском многоборье 2014 занял 7-е место. 

## Личные рекорды
| Дистанция | Дата            | Арена   | Время   |
| --------- | --------------- | ------- | ------- |
| 500м      | 28 декабря 2013 | Калгари | 34,66   |
| 1000м     | 18 октября 2013 | Калгари | 1.08,39 |
| 1500м     | 1 января 2010   | Калгари | 1.47,12 |
| 3000м     | 9 января 2009   | Калгари | 3.56,72 |
| 5000м     | 22 ноября 2008  | Сеул    | 7.01.31 |